# Enhydrosoma guaratubae
Enhydrosoma guaratubae är en kräftdjursart som beskrevs av Jacobi 1955. Enhydrosoma guaratubae ingår i släktet Enhydrosoma och familjen Cletodidae. Inga underarter finns listade i Catalogue of Life.